# Bring (släkt)
 Bring är en svensk släkt, som enligt obekräftade uppgifter lär härstamma från en norsk adlig ätt, vilken vid slutet av 1500-talet överflyttade till Skåne med Mathias Enertssen Bring. Dennes son (som är belagd i källorna) Enert Mattson Bring var en mycket rik köpman i Landskrona. Från en av hans söner, kyrkoherden i Brönnestad Jöns Bring (död 1684) och dennes son Ebbe Bring, (1660–1737), kyrkoherde först i Bosjökloster, sedan i Brönnestad, härstammar de nu levande släkterna Bring och Lagerbring. Släkten har varit en av de mest framträdande prästsläkterna i Lunds stift, men fick också tidigt representanter bland professorerna vid Lunds universitet.

## Medlemmar
- Sven Bring (1707–1787) adlad Lagerbring, universitetsrektor, historiker, filosof
- Ebbe Bring (1733–1804), universitetslärare, kontraktsprost, riksdagsman
- Erland Samuel Bring (1736–1798), matematiker, universitetsrektor
- Ebbe Samuel Bring (1785–1855), universitetsrektor, professor i filosofi
- Ebbe Gustaf Bring (1814–1884), biskop
- Sven Libert Bring (1826–1905), teolog
- Johan Christofer Bring (1829–1898), teologie doktor, föreståndare för diakonissanstalt
- Sven Casper Bring (1842–1931), översättare
- Ernst Bring (1850–1933), advokat och försäkringsman
- Theofil Bring (1863–1925), teolog
- Gustaf Bring (1876–1967), bergsingenjör, professor
- Richard Bring (1877–1936), jurist och ämbetsman
- Samuel Ebbe Bring (1879–1965), historiker
- Maj Bring (1880–1971), konstnär
- Ragnar Bring (1895–1988), teolog
- Ove Bring (född 1943), professor i folkrätt
- Olle Bring (född 1998), moderat politiker[källa behövs]